# Kasereck
Das Kasereck gehört mit seinen 2740 m ü. A. zu den höchsten Gipfeln der Schladminger Tauern und damit auch der Niederen Tauern. Es bildet den markantesten Gipfel im Kamm, der vom Hochgolling nach Süden zieht und das Göriachtal im Westen vom Lessachtal im Osten trennt.
Geografisch liegt dieser Berg in Salzburg und ist am leichtesten von Göriach im Lungau erreichbar.
Unterhalb des Berges liegt der Piendlsee (2033 m). Der einfachste Anstieg führt aus dem Göriacher Winkel von der Piendlalm über den Piendlsee und den Südwestgrat und die Westflanke auf den Gipfel.

## Nachbargipfel des Kaserecks
- Kreuzhöhe (2566 m)
- Kampelfenster (2557 m)
- Wirriegelhöhe (2600 m)
- Weißhöhe (2646 m)
- Hochgolling (2862 m)
- Hocheck (2638 m)
- Lesshöhe (2490 m)
- Gensgitsch (2279 m)
- Gummaberg (2315 m)